# Плонна (Мазовецьке воєводство)
Плонна (пол. Płonna) — село в Польщі, у гміні Старожреби Плоцького повіту Мазовецького воєводства.
Населення — 116 осіб (2011).
У 1975—1998 роках село належало до Плоцького воєводства.

## Демографія
Демографічна структура станом на 31 березня 2011 року:
|          | Загалом | Допрацездатний вік | Працездатний вік | Постпрацездатний вік |
| -------- | ------- | ------------------ | ---------------- | -------------------- |
| Чоловіки | 60      | 15                 | 37               | 8                    |
| Жінки    | 56      | 11                 | 32               | 13                   |
| Разом    | 116     | 26                 | 69               | 21                   |